# Konia
Konia — рід риб родини цихлові. В наш час[коли?] налічує 2 видів.

## Види
- Konia dikume Trewavas 1972
- Konia eisentrauti (Trewavas 1962)